# Suse Schmidt-Eschke

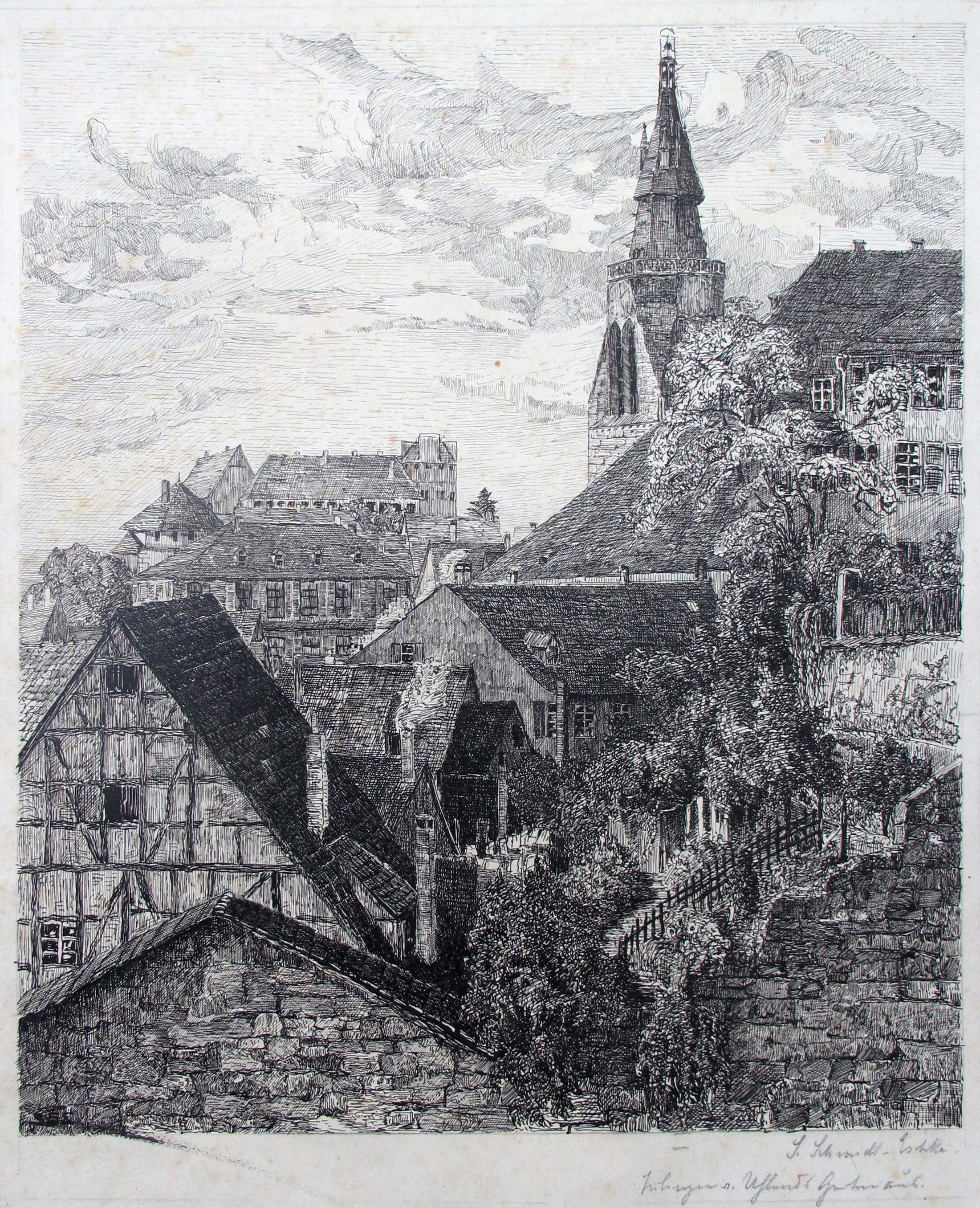
Federzeichnung auf Papier, mit einem Blick über Tübingen von Uhlands Garten aus von Suse Schmidt-Eschke, ca. 36 × 30 cm (von der Künstlerin rechts unten auf dem Rand signiert und betitelt), links unten im Bild monogrammiert SSE

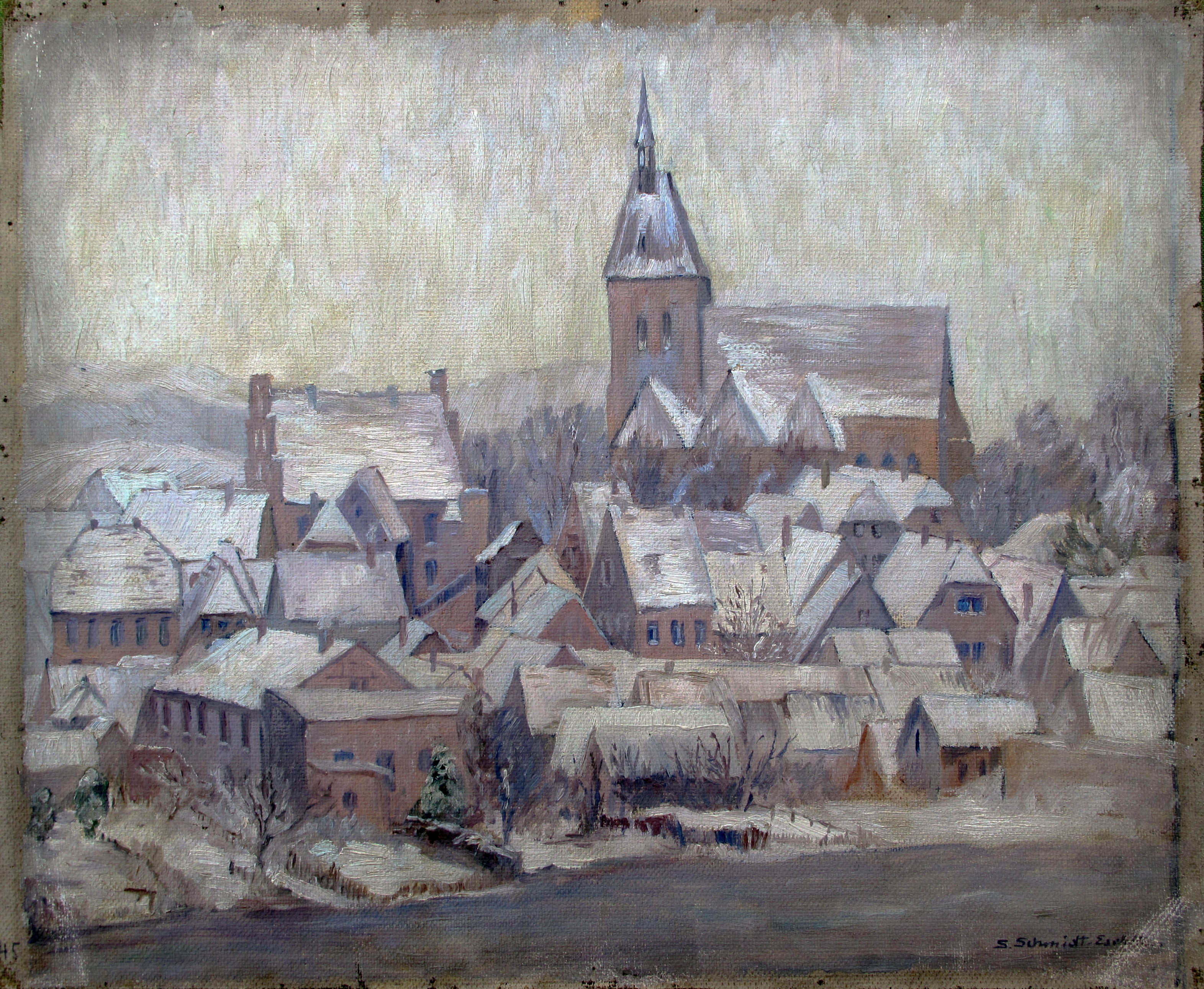
Gemälde mit einer Ansicht von Mölln im Winter, Öl auf Leinwand, 47 × 37 cm, rechts unten signiert, links unten (datiert?) 45

Suse Schmidt-Eschke, geborene Susanne Schmidt (* 26. Januar 1872 in Halle an der Saale; † 26. Mai 1941 ebenda) war eine deutsche Malerin, Lithographin, Zeichen- und Sprachlehrerin.

## Leben

### Künstlerische Ausbildung
Suse Schmidt-Eschke nahm etwa ab dem Jahre 1892 bis 1900 Mal- und Zeichenunterricht beim Leipziger Zeichenlehrer und städtischen Zeicheninspektor Fedor Flinzer. Dies geschah in der Weise, dass sie ihm einmal wöchentlich die zwischenzeitlich ohne Aufsicht meist nach der Natur gefertigten Zeichnungen zur Begutachtung vorlegte. Parallel dazu hielt sie sich mehrfach über mehrere Wochen zum Erlernen der Aquarellmalerei bei Erwin Oehme in Dresden auf.
Da sie die Absicht hatte Zeichenlehrerin zu werden, nahm sie in Leipzig bei Lamprecht Unterricht in Projektionslehre, Schattenkonstruktion und Perspektive.
Im Jahre 1902 erwarb sie sich Kenntnisse in der Anatomie sowie Fähigkeiten in der Porträt- und Aktmalerei im Atelier bei Friedrich Fehr in Karlsruhe. Im Anschluss daran malte und radierte sie in Berlin, Mölln, Lüneburg und auf Studienreisen unter Wilhelm Feldmanns Leitung u. a. in Lübeck und im benachbarten Israelsdorf. Feldmann, bei dem sie nach eigener Aussage „am längsten war“ beurteilte sie 1918 folgendermaßen: „Hierdurch bezeuge ich Fräulein Suse Schmidt-Eschke gern, dass sie als meine Schülerin ihre künstlerischen Studien mit Eifer und Erfolg getrieben hat. Sie hat nicht nur beachtenswerte selbständige Bilder geschaffen – auch auf dem Gebiete der Radierung hat sie sehr Gutes geleistet.“
Die Fertigkeiten, Blumenstillleben darzustellen, erwarb sie bei einem Fräulein Rose in Berlin. Ebenfalls in Berlin ließ sie sich in der „Atelier-Schule Reimann“ im kunstgewerblichen Zeichnen ausbilden. Zurück in Leipzig beteiligte sie sich einige Semester lang an der dortigen Königliche Akademie für graphische Künste und Buchgewerbe als Gast am Aktzeichnen. Ebenfalls an dieser Schule nahm sie an einem Kurs für Steinzeichnen beim Lithografen Arthur Schelter teil. Im Wintersemester 1899/1900 (16. Oktober bis 15. März) besuchte sie Vorlesungen an der Universität Leipzig.

Über viele Jahre war Suse Schmidt-Eschke Mitglied des „Allgemeinen Deutschen Künstlerbundes“.

### Beruflicher Werdegang

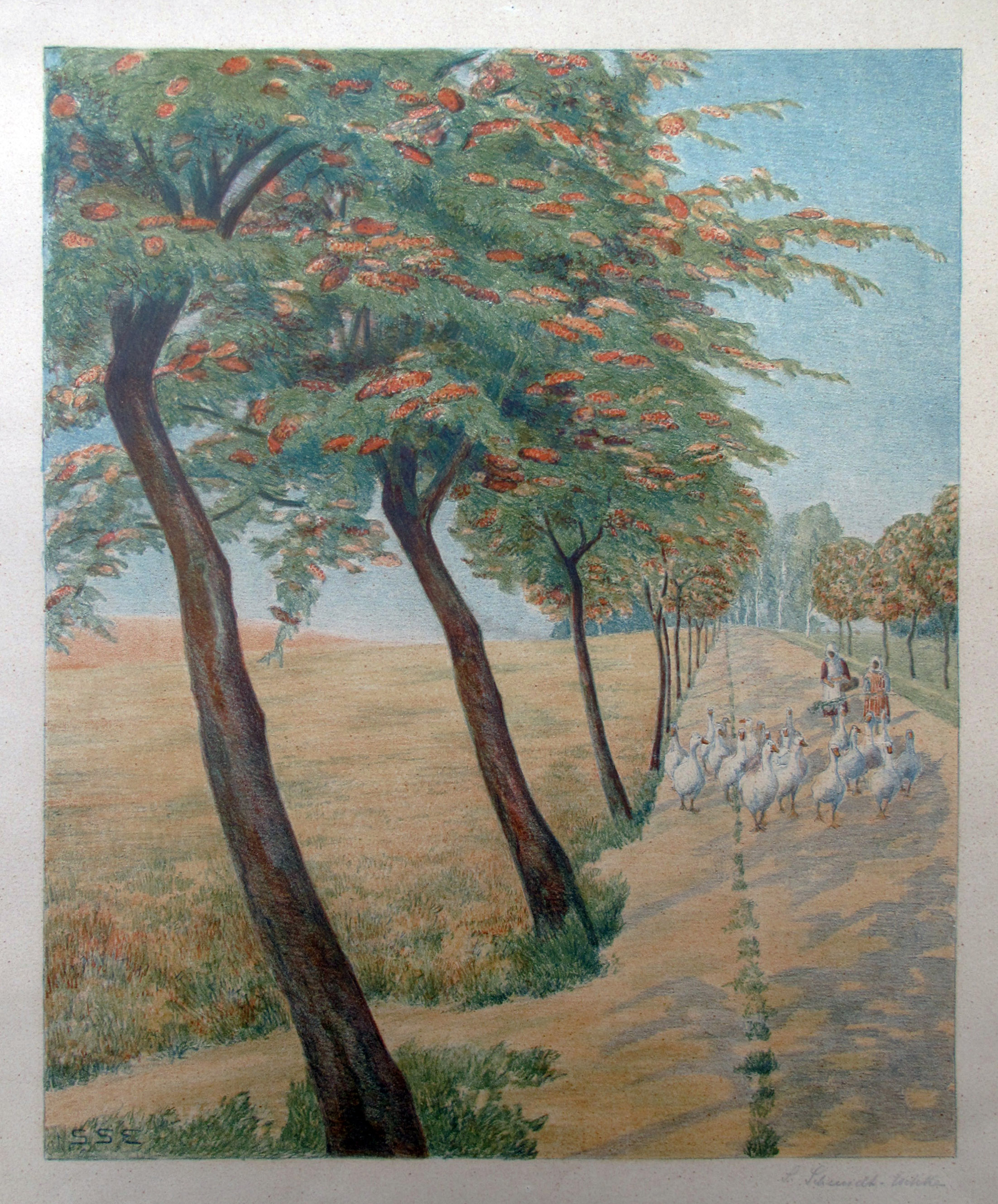
Grafik von Suse Schmidt-Eschke, entstanden wahrscheinlich in Bad Sachsa, 43 × 35 cm, links im Bild monogrammiert SSE, rechts auf dem Rand signiert

Unter dem Namen Susanne Schmidt unterrichtete sie seit etwa 1891 regelmäßig Schülerinnen für die mittleren und oberen Klassen der Leipziger Städtischen Höheren Schule für Mädchen in den Fremdsprachen Englisch und Französisch. Jakob Wychgram, Direktor der Schule, bestätigte ihr im August 1898, dass sie „diesen Vorbereitungsunterricht mit großem methodischen Geschick erteilt hat und dass sie ganz besonders auch die neue Methode mit Sicherheit und völligem Verständnis anzuwenden im Stande ist“. Mit den Fachlehrerzeugnissen für Französische Sprache vom 28. November 1890 und für Englische Sprache vom 23. November 1898 bewarb sie sich 1899 an der Universität Leipzig. Sowohl der Universitäts-Richter Dr. Metzes als auch der Rektor der Universität,  Wilhelm Kirchner selbst, erteilten ihr am 1. November 1899 „vorbehaltlich der Zustimmung der betreffenden Dozenten, die Erlaubnis zum Besuche der Vorlesungen u. zur Benutzung der akademischen Anstalten“.

## Ausstellungen
Nach eigenen Aussagen hat Suse Schmidt-Eschke „seit 1904 allerlei Ausstellungen beschickt“.
- ???? Große Ausstellung Hannover
- ???? Ausstellungen des Allgemeinen Deutschen Künstlerbundes
- ???? Thüringer Künstlerbund
- 1913: März-Ausstellung in der Kunsthalle P. H. Beyer & Sohn Leipzig[7]

## Werke
Werke von Suse Schmidt-Eschke sind zu Lebzeiten vom Stadtgeschichtlichen Museum Leipzig angekauft worden. Das Wintersport- und Heimatmuseum Bad Sachsa besitzt ein Ölgemälde, weitere Gemälde wurden auf Auktionen verkauft und befinden sich heute in Privatbesitz.